# أندريه اليكسيفيتش ايفانوف
أندريه اليكسيفيتش ايفانوف (بالروسية: Андрей Алексеев)‏ (6 مايو 1997 بسيزران في روسيا - ) هو لاعب كرة قدم روسي في مركز الوسط. لعب مع FC Chertanovo Moscow ‏.